# Okres Brno-venkov
 Okres Brno-venkov (deutsch Bezirk Brünn-Land) umringt den Bezirk Brünn-Stadt und entstand 1960 bzw. als Teil des Jihomoravský kraj im Süden Tschechiens.

## Geographie
Das Gebiet war bereits zur Steinzeit stark besiedelt, wovon zahlreiche archäologische Funde zeugen. Die Fläche des Bezirks beträgt 149.900 Hektar bzw. 1499 km², auf denen sich 187 Gemeinden, davon 13 Städte, befinden.
Der Bezirk ist ein landwirtschaftlich stark genutztes Gebiet, mit dem Anbau von Getreide, Knollenfrüchten, Obst-, Gemüse und Weinbau. Die landwirtschaftliche Fläche nimmt 56 % der Gesamtfläche ein.
Von den 79.000 Beschäftigten sind 31 % in der Industrie tätig, 11 % im Baugewerbe und dem Handel, 7 % im Verkehr und etwa 10 % im Bereich Bildung und Gesundheit. Die Arbeitslosigkeit liegt bei etwa 7,2 %.

## Verwaltung
Der Bezirk hat keine eigene Bezirksstadt, diese Funktion übernimmt die Bezirks- und Kreisstadt Brno.
Zum 1. Januar 2005 erfolgte aus dem Okres Žďár nad Sázavou die Umgliederung von 24 Gemeinden und der Gemeinde Senorady aus dem Okres Třebíč. Eine weitere Vergrößerung erfuhr der Bezirk am 1. Januar 2007 durch 14 Gemeinden aus dem Okres Blansko, der Stadt Pohořelice und weiteren 6 Gemeinden aus dem Okres Břeclav sowie 4 Gemeinden aus dem Okres Znojmo.

## Sehenswürdigkeiten
Neben der Landschaft ziehen vor allem die über 400 historischen Stätten viele Touristen an. Zu den bekanntesten gehören
- das Kloster Porta coeli in Předklášteří
- das Benediktinerkloster Rajhrad
- das Schloss Židlochovice mit Schlosspark,
- das Denkmal der Dreikaiserschlacht bei Austerlitz, der Grabhügel des Friedens (Mohyla Míru) auf dem Pracký kopec
- technische Denkmäler wie
  - die Brücke auf der Eisenbahnstrecke Střelice-Hrušovany,
  - die Schmiede in Těšany und die Alte Hütte in Josefovské údolí.

## Städte und Gemeinden
Babice nad Svitavou (Babitz) – Babice u Rosic – Běleč (Bieltsch) – Bílovice nad Svitavou – Biskoupky (Biskoupka) – Blažovice (Blasowitz) – Blučina – Borač – Borovník – Braníškov – Branišovice (Frainspitz) – Bratčice (Bratschitz) – Březina u Křtin – Březina u Tišnova – Brumov – Bukovice – Čebín – Černvír – Česká – Čučice – Cvrčovice – Deblín – Dolní Kounice – Dolní Loučky – Domašov – Doubravník – Drahonín – Drásov – Hajany – Heroltice – Hlína – Hluboké Dvory – Holasice – Horní Loučky – Hostěnice – Hradčany – Hrušovany u Brna (Rohrbach) – Hvozdec – Chudčice – Ivaň (Eibis) – Ivančice (Eibenschütz) – Javůrek – Jinačovice – Jiříkovice – Kaly – Kanice – Katov – Ketkovice – Kobylnice – Kovalovice – Kratochvilka – Křižínkov – Kupařovice – Kuřim (Gurein) – Kuřimská Nová Ves – Kuřimské Jestřabí – Lažánky – Ledce – Lelekovice – Lesní Hluboké – Litostrov – Loděnice (Lodenitz) – Lomnice – Lomnička – Lubné – Lukovany – Malešovice (Malspitz) – Malhostovice – Maršov – Medlov – Mělčany – Měnín – Modřice (Mödritz) – Mokrá-Horákov – Moravany – Moravské Bránice – Moravské Knínice – Moutnice – Nebovidy – Nedvědice (Nedwieditz) – Nelepeč-Žernůvka – Němčičky – Neslovice – Nesvačilka – Níhov – Nosislav – Nová Ves – Nové Bránice – Odrovice (Odrowitz) – Ochoz u Brna – Ochoz u Tišnova – Olší – Omice – Opatovice – Ořechov – Osiky – Oslavany (Oslawan) – Ostopovice – Ostrovačice – Otmarov – Pasohlávky (Weißstätten) – Pernštejnské Jestřabí – Podolí – Pohořelice (Pohrlitz) – Ponětovice (Puntowitz) – Popovice – Popůvky – Pozořice – Prace (Pratzen) – Pravlov (Prahlitz) – Prštice – Předklášteří – Přibice – Příbram na Moravě – Přibyslavice – Přísnotice – Radostice – Rajhrad (Groß Raigern) – Rajhradice – Rašov – Rebešovice – Rohozec – Rojetín – Rosice (Rossitz) – Rozdrojovice – Rudka – Řícmanice – Říčany – Říčky – Řikonín – Senorady – Sentice – Silůvky – Sivice – Skalička – Skryje – Sobotovice – Sokolnice – Stanoviště – Střelice – Šumice – Svatoslav – Syrovice – Šerkovice – Šlapanice (Schlapanitz) – Štěpánovice – Strhaře – Synalov – Telnice (Telnitz) – Těšany – Tetčice – Tišnov – Tišnovská Nová Ves – Trboušany – Troskotovice (Treskowitz) – Troubsko – Tvarožná – Újezd u Brna (Aujest) – Újezd u Rosic – Újezd u Tišnova – Unín – Unkovice (Hunkowitz) – Úsuší – Velatice – Veverská Bítýška (Eichhorn Bittischka) – Veverské Knínice – Viničné Šumice – Vlasatice (Wostitz) – Vohančice – Vojkovice – Vranov (Wranau) – Vranovice – Vratislávka – Všechovice – Vysoké Popovice – Zakřany – Zálesná Zhoř – Zastávka (Segen Gottes) – Zbraslav – Zbýšov (Zbeschau) – Zhoř – Žabčice (Schabschitz) – Žatčany – Žďárec – Želešice – Železné – Židlochovice (Groß Seelowitz)